# Префект вигилов
Префект вигилов (лат. Praefectus vigilum) — римское должностное лицо, командующий корпусом вигилов, ведавший пожарной охраной Рима и отвечающий за порядок в ночное время. Должность появилась в начале I века н. э.

## Вигилы
Первоначально тушением пожаров в Риме занимались частные слабоорганизованные группы из рабов (лат. Triumviri Nocturni). Поскольку такая система была крайне неэффективна, император Октавиан Август с целью сохранить город (и под впечатлением от пожара в Александрии) создал новые общественные силы — корпус вигилов (лат. Vigiles буквально «бодрствующие», иногда Vigiles Urbani или Cohortes Vigilum), которые были призваны тушить и предотвращать пожары в Древнем Риме.
Было создано 7 когорт бодрствующих (из расчёта 14 районов Рима), по 500 человек (позднее по 1 000) в каждой. В основном вигилы набирались из вольноотпущенников, что определяло положение вигилов в римском войске. И хотя вигилы были отрядами с военной дисциплиной и воинскими подразделениями (когорты и центурии), солдатами они не считались. Каждая когорта состояла из 7 центурий, по специальности (категории) пожарного дела:
- сифонарии (siphonarii) — ремонтники, обслуживающие и следившие за состоянием помп;
- акварии (aquarii) — водоносы, которые организовывали подачу воды к месту пожара;
- эмитуларии (emitularii) — спасатели, расстилали у горящего здания толстые матрасы, куда прыгали люди из горящих этажей;
- центонарии (centonarii) — заведовали огромными суконными и войлочными полотнищами, которые смачивали в уксусе и набрасывали на огонь;
- ункинарии (uncinarii) — действовали длинными шестами, снабжёнными на конце крючьями;
- фалкиарии (falciarii) — действовали длинными шестами, снабжёнными на конце серповидным орудием;
- баллистарии (ballistarii) — камнеметатели, в чьём распоряжении находились баллисты.

Последние три центурии должны были растаскивать или уничтожать постройки, на которые мог перебраться огонь. К тому же, при каждой когорте состояли лекари и врачи (не менее четырёх).
Помимо пожарной охраны, вигилы выполняли полицейские функции, патрулируя город ночью.
Каждая когорта имела казарму (основное место дислокации) и по два караульных поста (лат. excubitoriae) у границы патрулируемого района со смежным (помимо своего района, каждая когорта должна была в случае необходимости прийти на помощь когорте соседнего района).

## Префект вигилов
Во главе всего корпуса вигилов стоял префект, назначаемый на неопределённый срок самим императором из числа всадников. Выше этой должности были только префекты Египта, анноны и претория. Штаб-квартира префекта вигилов находилась при казарме I-й когорты, расположенной в южной части Марсова поля. Согласно закону, префект вигилов должен был бодрствовать всю ночь.
Префект вигилов лично расследовал причины каждого пожара. В случае, если возгорание вызвано небрежностью, префект накладывал денежный штраф или мог подвергнуть телесному наказанию (в случае, если виновный в оплошности был человеком не свободным и не римским гражданином). В случае умышленного поджога виновный приговаривался к смерти. Суду префекта также подлежали грабители и воры. Помимо судебных дел префект вигилов имел право осматривать здания (кухни), проверять состояния печей и отопительных приборов, устанавливать, какое количество воды должно быть запасено на случай пожара в квартире и во всём доме.